# Assaad Harmouche
Assaad Harmouche est un homme politique libanais.
Membre de la Jamaa Islamiya, dont il deviendra le porte-parole puis le président du bureau politique, Assaad Harmouche a été député sunnite de Denniyé au Nord-Liban, entre 1992 et 1996. Il a échoué lors des scrutins de 1996 et 2000.
Harmouche fait partie de la mouvance modérée au sein de la Jamaa, plutôt proche des positions de l'Alliance du 14 Mars au Liban, tout en maintenant des distances, en rapport avec l'écart idéologique qui les sépare. Néanmoins, Harmouche a été l'une des figures qui ont prononcé des discours lors des grandes manifestations de l'alliance anti-syrienne, le 14 mars 2005, le 14 février 2006 (commémorant l'assassinat un an plus tôt de l'ancien Premier ministre Rafiq Hariri) et le 23 novembre 2006 (deux jours après l'assassinat du ministre Pierre Amine Gemayel).
Il a quitté son poste de président du bureau politique de la Jamaa Islamiya fin 2006. Certains pensent que cette décision a été prise à la suite de menaces de mort qu'il a reçues indirectement de la part de la Syrie, via certains de ses alliés, notamment l'ancien ministre Michel Samaha.